# Цицоры
Цицоры (укр. Цицори) — село в Зборовской городской общине Тернопольского района Тернопольской области Украины.
Код КОАТУУ — 6123080802. Население по переписи 2001 года составляло 70 человек.
До 2020 года входило в Козовский район.

## Географическое положение
Село Цицоры находится у истоков реки Цицорка,
ниже по течению на расстоянии в 3,5 км расположено село Козлов.

## История
- 1582 год — дата основания.

## Объекты социальной сферы
- Фельдшерско-акушерский пункт.